# باكلاش

شعار المهرجان

باكلاش (بالإنجليزية: Backlash) وهو أحد المهرجانات التي تقدمها شركة دبليو دبليو إي للمصارعة المحترفة والحرة. بدأ أول مهرجان عام 1999.

## مواعيد وأماكن
|  | الحدث أقيم في راو |  | الحدث أقيم في سماكداون |

| #                                      | الحدث            | التاريخ         | المدينة              | المكان               | الحدث الرئيسي |
| -------------------------------------- | ---------------- | --------------- | -------------------- | -------------------- | --- |
| 1                                      | باكلاش: في منزلك | أبريل 25, 1999  | بروفيدنس، رود آيلاند | بروفيدنس سيفيك سنتر  | ستون كولد ستيف أوستن (c) ضد. دوين جونسون in a No Holds Barred match من أجل بطولة العالم للدبليو دبليو إي للوزن الثقيل مع حكم ضيف خاص شين مكمان                     |
| 2                                      | باكلاش (2000)    | أبريل 30, 2000  | واشنطن العاصمة       | مركز إم سي آي        | تربل إتش (c) ضد. ذا روك من أجل بطولة العالم للدبليو دبليو إي للوزن الثقيل مع حكم ضيف خاص شين مكمان                                                                 |
| 3                                      | باكلاش (2001)    | أبريل 29, 2001  | روسمونت              | الستاتي ارينا        | WWF Champion ستون كولد ستيف أوستن وبطولة دبليودبليوإي القارات تريبل إتش ضد. بطولة العالم للفرق الثنائية (دبليودبليوإي) كين وأندرتيكر in a "Winner Takes All" match |
| 4                                      | باكلاش (2002)    | أبريل 21, 2002  | كانساس سيتي (ميزوري) | كيمبر ارينا          | تريبل إتش (c) ضد. هولك هوجان من أجل WWF Undisputed Championship |
| 5                                      | باكلاش (2003)    | أبريل 27, 2003  | ورسستر               | وورسستر سنتروم       | بيل غولدبيرغ ضد. ذا روك |
| 6                                      | باكلاش (2004)    | أبريل 18, 2004  | إدمونتون             | ريكسال بلاس          | جون سينا (c) ضد. آدم كوبلاند ضد. تريبل إتش من أجل بطولة العالم للدبليو دبليو إي للوزن الثقيل                                                                       |
| 7                                      | باكلاش (2005)    | مايو 1, 2005    | مانشستر              | فيريزون وايرلس ارينا | جون سينا (c) ضد. شون مايكلز ضد. راندي أورتن ضد. إيدج من أجل بطولة العالم للدبليو دبليو إي للوزن الثقيل                                                             |
| 8                                      | باكلاش (2006)    | أبريل 30, 2006  | ليكسينغتون (كنتاكي)  | روب أرينا            | راندي أورتن (c) ضد. تريبل إتش ضد. جون سينا ضد. جون برادشوليفيلد في نزال إقصاء رباعي من أجل بطولة العالم للدبليو دبليو إي للوزن الثقيل                              |
| 9                                      | باكلاش (2007)    | أبريل 29, 2007  | أتلانتا (جورجيا)     | فيليبس أرينا         | جون سينا (c) ضد. إيدج في نزال أخر رجل يقف من أجل بطولة العالم للوزن الثقيل (دبليو دبليو إي)                                                                        |
| 10                                     | باكلاش (2008)    | أبريل 27, 2008  | بالتيمور (ماريلاند)  | 1 مارينر أرينا       | راندي أورتن (c) ضد. تريبل إتش ضد. جون سينا ضد. جون برادشو ليفيلد in a نزال إقصاء رباعي من أجل بطولة العالم للدبليو دبليو إي للوزن الثقيل                           |
| 11                                     | باكلاش (2009)    | أبريل 26, 2009  | بروفيدنس، رود آيلاند | دانكن دونتس سنتر     | جون سينا (c) ضد. إيدج في نزال أخر رجل يقف من أجل بطولة العالم للوزن الثقيل (دبليو دبليو إي)                                                                        |
| 12                                     | باكلاش (2016)    | سبتمبر 11, 2016 | ريتشموند، فرجينيا    | ريتشموند كوليسيوم    | دين أمبروز (c) ضد. إيه جيه ستايلز من أجل بطولة العالم للدبليو دبليو إي للوزن الثقيل                                                                                |
| 13                                     | باكلاش (2017)    | مايو 21, 2017   | ريتشموند، فرجينيا    | الستاتي ارينا        | راندي أورتن (c) ضد. جيندر ماهال من أجل بطولة العالم للدبليو دبليو إي للوزن الثقيل                                                                                  |
| 14                                     | باكلاش (2018)    | مايو 6, 2018    | نيوآرك، نيوجيرسي     | مركز الحصيفة         | رومان رينز ضد ساموا جو |
| (c) – تشير إلى حامل اللقب قبل المباراة |                  |                 |                      |                      | |